# Flou artistique

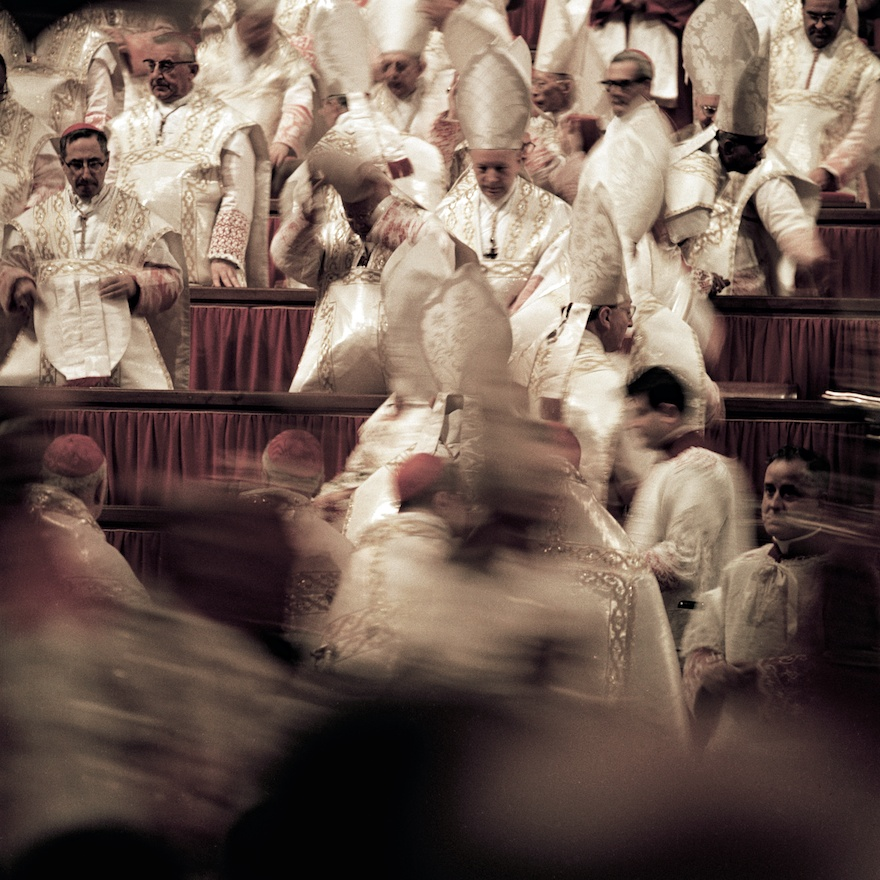
Flou cinétique lors de la levée des Pères du concile Vatican II, photographie de Lothar Wolleh.

En photographie ou au cinéma, on nomme flou artistique un effet de flou désiré et maîtrisé. Toutes les méthodes permettant d'obtenir une image floue peuvent être utilisées dans un tel cadre : buée/diffusion/gélatines, flou de bougé, flou de mise au point. Dans certains cas, le flou est utilisé pour noyer certains détails (rides d'un personnage ou boutons sur la peau, par exemple) notamment durant l'âge d'or du Cinéma Hollywoodien, certaines stars devenant trop vieilles, ces dernières mentionnaient dans leur contrat l'utilisation du flou artistique sur les gros plan pour masquer leurs imperfections. D'autres fois il sert à donner une charge mystérieuse à l'image ou bien encore à accentuer un effet de vision subjective ou intérieure (David Lynch par exemple).
Par extension, on parle de flou artistique, dans un sens très souvent péjoratif, pour qualifier une opération visant à brouiller la lisibilité, par exemple, d'une argumentation faible, d'une prise de position ambiguë ou d'une comptabilité douteuse.

## Types de flou artistique

### Le bokeh

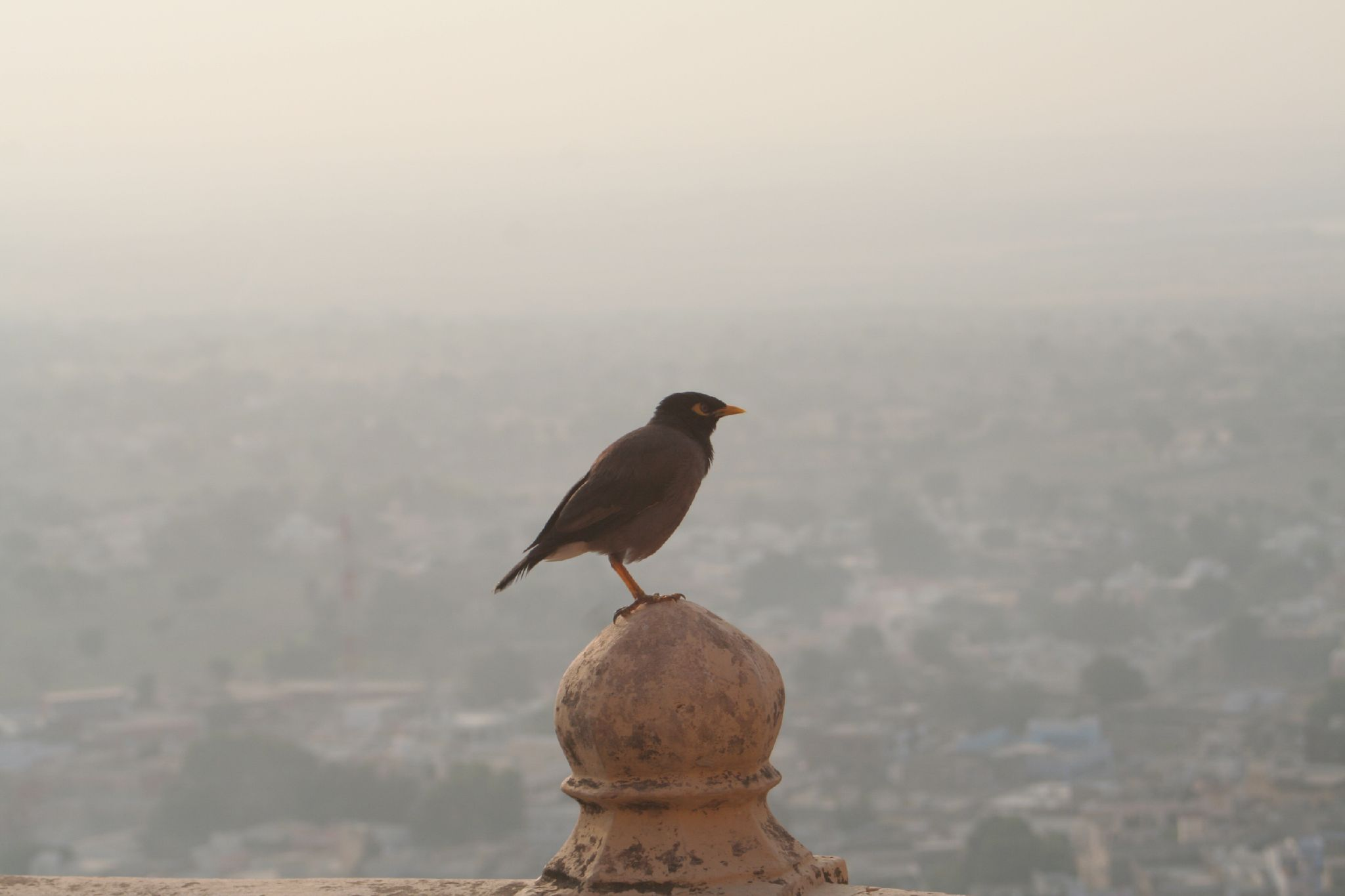
Un flou artistique de type bokeh.

Le bokeh (se prononce comme « beau-quai ») désigne un flou artistique d'arrière-plan permettant de détacher le sujet de son environnement.

### Le flou de mouvement
En photographie, le flou de mouvement est le flou produit par le déplacement de l'objectif durant la  prise de le photographie.Cela peut aussi être dû à un temps d'exposition important.

### Le flou cinétique
Le terme flou cinétique désigne le flou visible sur une photographie dû à un mouvement du sujet photographié et non à l'instabilité de l'appareil.